# Вторая гражданская война в Гондурасе
Вторая гражданская война в Гондурасе (исп. Segunda guerra civil de Honduras) или Виндикационная революция — вооружённый конфликт в Гондурасе в 1924 году, спровоцированный попыткой президента Рафаэля Лопеса Гутьерреса остаться у власти в условиях политического кризиса.

## Предыстория

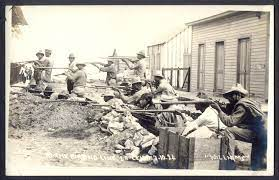
Уличные бои в Сейбе

Генерал Рафаэль Лопес Гутьеррес стал президентом Гондураса как кандидат от Либеральной партии Гондураса и благодаря своей репутации героя Первой гражданской войны в Гондурасе 1919 года. В 1924 году его полномочия истекли, а согласно Конституции Гондураса, президент не может избираться на второй срок, поэтому в выборах нового президента Лопес Гутьеррес не мог принять участия. Свои кандидатуры выдвинули д-р Хуан Анхель Ариас Бокин (от Либеральной партии Гондураса), д-р Поликарпо Бонилья (бывший президент страны и кандидат от Либерально-конституционной партии) и д-р Тибурсио Кариас Андино (от Национальной партии Гондураса). Фаворитом являлся Кариас Андино, с которым Лопес Гутьеррес был в напряжённых отношениях (они были в разных лагерях в Первой гражданской войне, кроме того, играла свою роль принадлежность Кариаса к оппозиционной Национальной партии). Кариас выиграл выборы, но Лопес Гутьеррес попытался помешать ему занять пост президента.
30 января 1924 года Лопес Гутьеррес способствовал провалу плана соглашения между Либеральной и Национальной партиями по поводу дальнейшего распределения власти в стране, известного как «план Паса Барахоны» (по имени политика Мигеля Паса Барахоны) и вызванного тем, что ни один из кандидатов не получил на прямых выборах абсолютного большинства голосов, что переносило процедуру выборов в национальный конгресс. Партии рассчитывали договориться об избрании Паса Барахоны на пост президента, однако соглашение было сорвано, и Кариас Андино и Ариас Бокин покинули собрание вместе со своими сторонниками. Кариас Андино тайно покинул Тегусигальпу в 19.00 в сопровождении группы вооружённых людей, что было интерпретировано как объявление войны правительству, в ту же ночь из столицы бежали его сторонники, вступившие в ряды «армии революции». 31 января стал последним днём конституционного правительства. Во второй половине дня Национальный конгресс провёл заседание о судьбе президентского поста, но из-за отсутствия кворума в 17.00 заседание было перенесено. Позже состоялась ещё одна встреча, но и она завершилась без достижения компромисса по причине отсутствия кворума. В этих условиях 1 февраля 1924 года президент Рафаэль Лопес Гутьеррес провозгласил себя диктатором.
Противники как Либеральной, так и Национальной партий увидели в Лопесе Гутьерресе угрозу демократии и национальной безопасности, так как он был фактическим главой армии и был популярен среди солдат. В тот же день в соседний Сальвадор бежали многие оппозиционные президенту политики и общественные деятели: предприниматель Сантос Сото Росалес, богатейший на тот момент человек страны, бывший военный губернатор столицы Рауль Толедо Лопес, прокурор Гильермо Монкада, бывший военный министр Дионисио Гутьеррес. Среди эмигрантов был и генерал Иносенте Триминио Осорио, который оставил Тегусигальпу в ночь на 30 января во главе отряда из 300 солдат. Эти бойцы вскоре присоединились к революционным отрядам.
Ранее, в 1920 году, правительство Гондураса, находясь под впечатлением от роли военно-воздушных сил в Первой гражданской войне, закупило первый для страны военный самолёт — британский легкий истребитель Bristol F.2 Fighter. В последующие два года было приобретено ещё несколько боевых единиц ВВС, которые сыграли важную роль в новой гражданской войне. Между тем Лопес Гутьеррес объявил в столице осадное положение и провёл мобилизацию правительственных войск.

## Ход событий

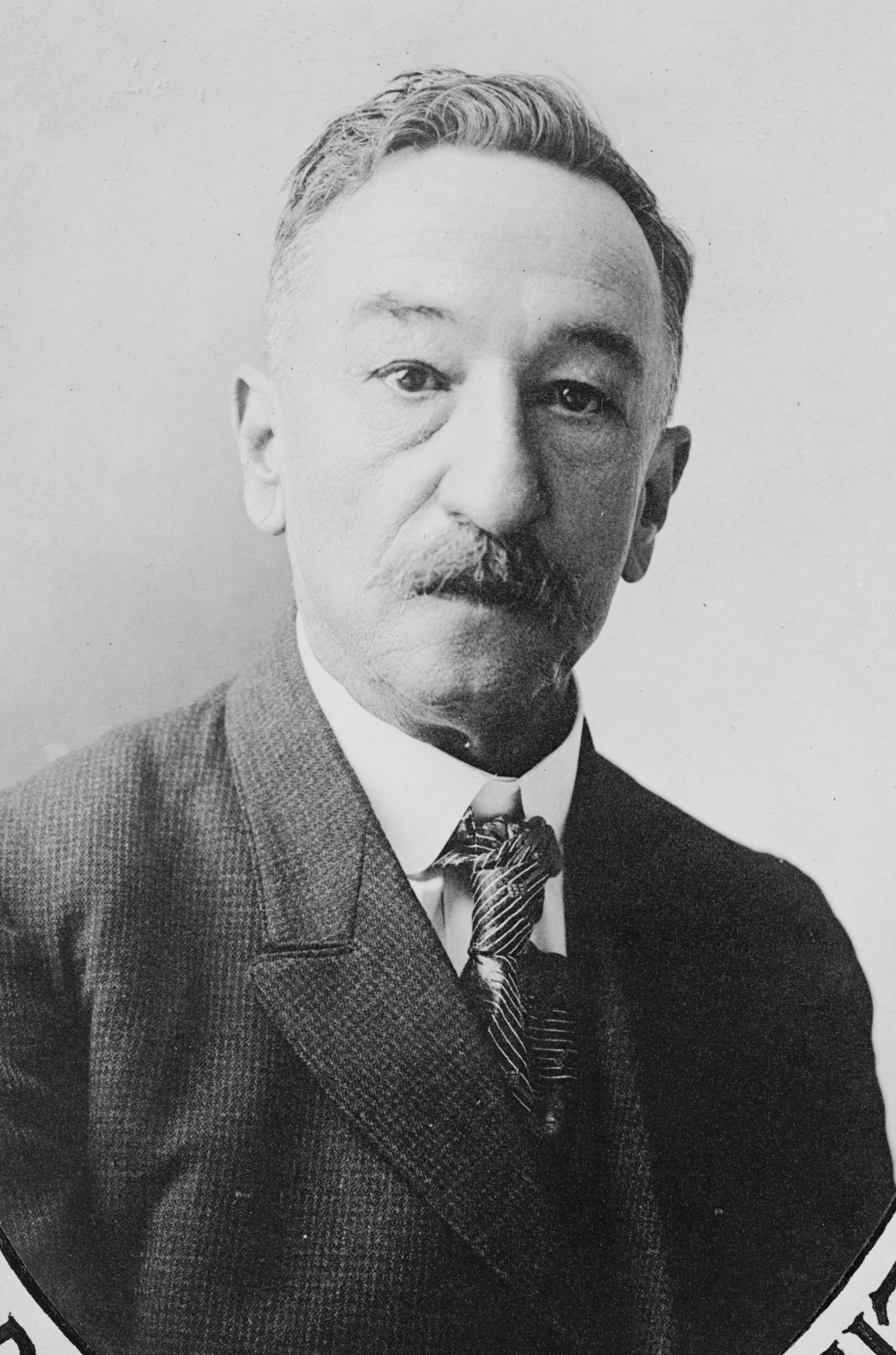
Рафаэль Лопес Гутьеррес

Командирами сил революции были «каудильо»: доктор и генерал Тибурсио Кариас Андино, генерал Висенте Тоста Карраско, генерал Грегорио Феррера. Отряды их сторонников укреплялись на западе, востоке и юге Гондураса.
3 февраля Тоста Карраско и Феррера заняли город Маркала к западу от столицы. На следующий день ген. повстанцев Мариано Бертран Андурай во главе 300 солдат взял под свой контроль город Сигуатепеке, а на севере страны, в Йоро, состоялось первое сражение между революционными и правительственными войсками: повстанцы под командованием полковника Абрахама Лопеса и полковника Эметери Риверы; заняли город после трёхчасового боя.
5 февраля в городе Лас-Манос вблизи границы с Никарагуа генеральный штаб «Конституционной армии» предъявил Рафаэлю Лопесу Гутьерресу официальное требование отказаться от удержания власти и уступить власть избранному президенту — Кариасу Андино.
В тот же день министр юстиции д-р Хосе Анхель Суньига Уэте обратился к гондурасским бизнесменам и банкирам, а также к представителям иностранных держав, за займом в 200 000 долларов США, чтобы подавить провозглашённую революцию, при этом некоторые из них отказали в предоставлении денег. Посол Соединённых Штатов Америки Франклин Э. Моралес покинул Тегусигальпу, чтобы встретиться с Кариасом Андино и предложить решение конфликта.
7 февраля колониальный город Грасиас перешёл в руки повстанческих сил под командованием Тоста Карраско и Ферреры.
9 февраля состоялось сражение между революционными и правительственными силами за город Хасалеапа, недалеко от границы с Никарагуа. Детали битвы неизвестны, но известно, что она завершилась серьёзными потерями с обеих сторон, а правительственный генерал Каркамо был ранен и пленён силами революции. Однако повстанцам пришлось отступить из-за отсутствия боеприпасов для продолжения боевых действий. Битва была отмечена несколькими случаями безрассудства со стороны повстанцев: так, полковник Армандо Рейна был смертельно ранен в бою, бросившись на пулемёт врага.
10 февраля западный город Санта-Роса-де-Копан был взят повстанческими силами под командованием Тоста Карраско и Ферреры, а города Окотепеке добровольно присоединился к революционерам. В тот же день разведчик гондурасского правительства обнаружил в окрестностях города Ламани повстанческий лагерь из 2000 солдат под командованием генерала Бертран Андурая, готовых штурмовать Тегусигальпу. Лопес Гутьеррес отправил войска на окраину столицы и разместил пулемёты и пушки на холмах Эль-Пикачо, Эль-Берринче, Сипиле и Хуан-Лайнес, чтобы защитить столицу.
13 февраля без особого сопротивления пал город Санта-Барбара. Генерал Тоста Карраско продолжил движение через долины Кимистана на север, на Сан-Педро-Сула. Одновременно город Сан-Маркос-де-Колон был атакован повстанцами под командованием генерала Франсиско Мартинеса Фунеса, в результате чего погибло около 45 человек, гарнизон отбил атаку, и повстанцы бежали к границе с Никарагуа.
В тот же день корабль флота США USS «Рочестер» встал на якорь в гавани северного города Пуэрто-Кортес, ожидая приказа, а на юге, на рейде Амапалы, встал американский корабль USS «Милуоки».
18 февраля генерал Леонардо Нуила вернул под контроль правительства город Ла-Пас к западу от столицы после короткой перестрелки с революционными силами под командованием полковника Моисеса Назара, однако на следующий день в ходе контратаки повстанцы вернули город под свой контроль.
20 февраля правительственные войска под командованием генерала Перальты встретили войска повстанцев во главе с самим Кариасом Андино у холма Эль-Педрегалито вблизи Тегусигальпы. Около 5 часов утра начался ожесточённый бой, который продолжался весь день. Революционеры, несмотря на опасную нехватку боеприпасов, выдержали долгий и непрерывный обстрел со стороны правительственной армии. К концу дня из-за отсутствия боеприпасов революционные силы были вынуждены покинуть поле боя.

### Взятие Комаягуа
21 февраля генерал Грегорио Феррера неожиданно напал на бывшую колониальную столицу Гондураса Комаягуа. На следующий день правительственные войска попытались отбить город. 23 февраля, после двух дней и одной ночи тяжелых боев, Комаягуа полностью перешёл в руки революционной армии Ферреры, а командир правительственных сил Хосе Мария Очоа Веласкес и бывший вице-президент полковник Саломон Сорто бежали в сторону Тегусигальпы.

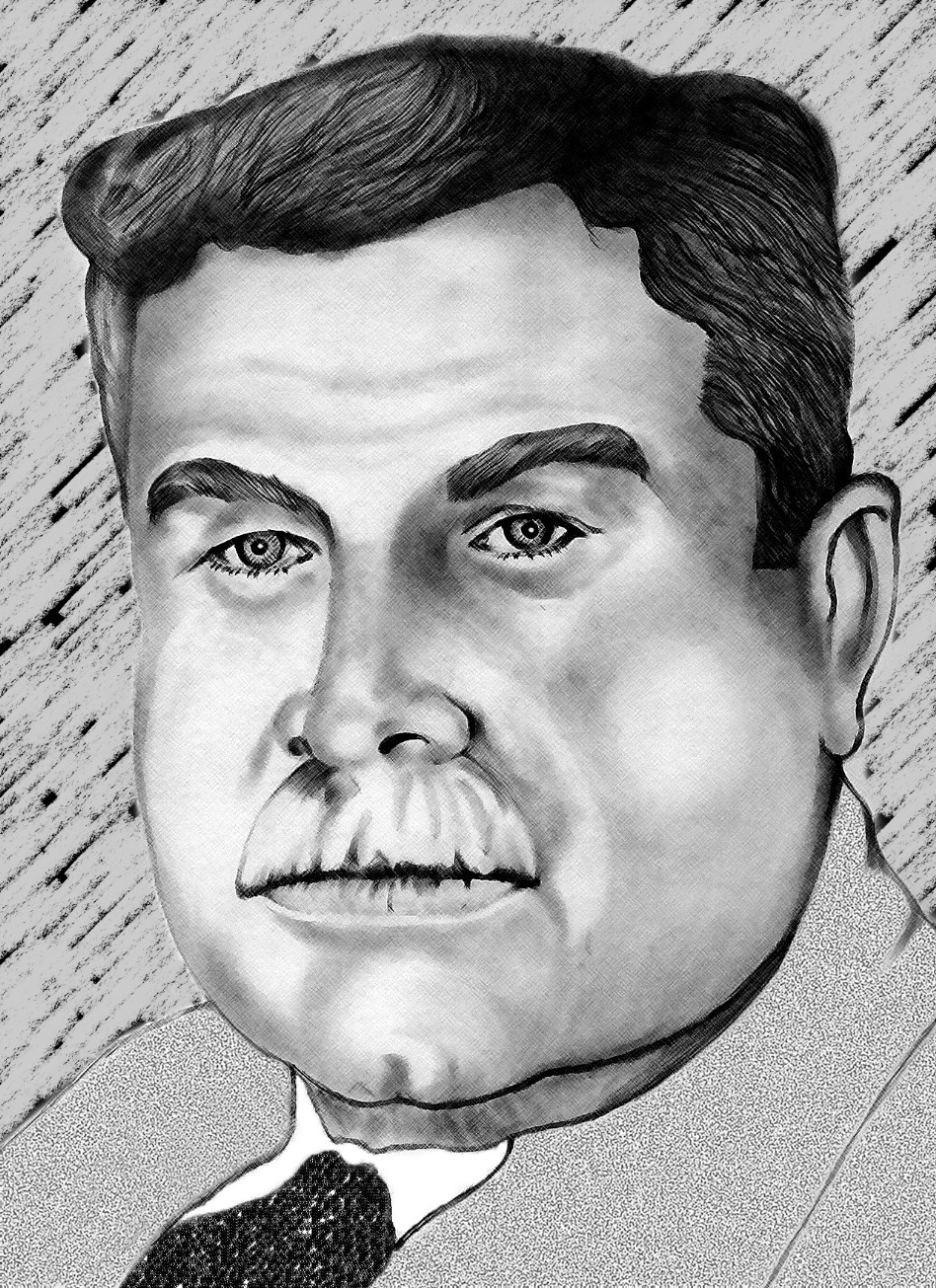
Тибурсио Кариас Андино

26 февраля правительство Гутьерреса направило сильный контингент в город Самбрано с приказом остановить наступление генерала Ферреры на столицу. На следующий день этот контингент был усилен, а правительства Китая, Испании, Франции, Англии, Италии передали в руки Соединённых Штатов Америки защиту своих граждан, проживающих в Гондурасе.

### Взятие Сан-Педро-Сула
Генерал Тоста Карраско в то же время планировал разгром правительственных войск, защищавших важный город Сан-Педро-Сула. 27 февраля правительственный генерал Карлос Лагос, командовавший 6 000 человек, планировал атаковать 2 000 повстанцев Тоста Карраско, который разработал следующий план: он оставил на подступах к городу около 60 солдат со знаменами, чтобы обмануть врага, а с главной армией переместился на ближайшие холмы. В 8.00 силы Лагоса атаковали позиции повстанцев и не встретили серьёзного сопротивления. В этот момент Тоста Карраско приказал атаковать врага, застигнув офицеров и солдат правительства врасплох. Потеряв в этом бою полковника «Чичо» Матуте и значительное число солдат, силы Гутьерреса были вынуждены начать отступление к северо-западу, опасаясь окружения и оставляя Сан-Педро-Сула во власти революции.
28 февраля в городе Ла-Сейба прошла ещё одна встреча между правительством и революционными силами, на которой стало известно, что банановая транснациональная компания United Fruit Company оказала поддержку генералу Кариасу Андино. Это стало символом скорого падения правительства Лопеса Гутьерреса. Под влиянием крупного бизнеса 1 марта Соединённые Штаты разорвали дипломатические отношения с Гондурасом и отправили военный корабль USS Денвер к берегам страны для защиты американских интересов.

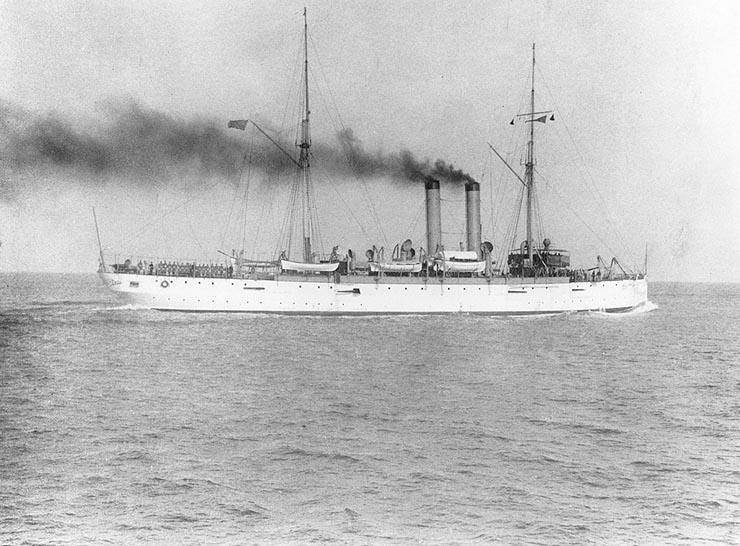
USS Денвер ВМC США на рейде у берегов Гонудаса.

3 марта войска Тоста Карраско торжественно и без сопротивления вступили в Сан-Педро-Сула. Генерал Феррера после этого отправился в центр страны, чтобы атаковать города Сигуатепеке и Самбрано.

### Бой у Самбрано
4 марта состоялся ожесточённый бой за Самбрано. К 19:00 в ходе штыковой атаки правительственные войска были вытеснены со своих позиций. Бой продолжался в течение ночи, и лишь к 8.00 победа повстанцев стала очевидна. Они захватили 2 пулемёта Томпсона и часть военного обоза. Разгром правительственной армии был полным, остатки сил Гутьерреса удалились в столицу, бросив артиллерию и боеприпасы.
7 марта генерал Феррера продвинулся со своей армией на высоту у города Санта-Крус, в двух лигах от столицы Гондураса Тегусигальпы.

### Американская интервенция
9 марта в столице было отмечено несколько диверсий: здания Почтового отделения Гондураса, Национального склада и Главного управления доходами было сожжено, как подозревали, усилиями агентов революции. Представители дипломатического корпуса стран, с которыми Гондурас имел отношения, призвали своих соотечественников закрыть офисы и защищать себя от неминуемой атаки на столицу. Посол США Франклин Э. Моралес просил Вашингтон о военном вмешательстве. Президент Вудро Вильсон приказал кораблю USS Milwakee оставаться на рейде в заливе Фонсека. 11 марта 1924 года около 200 морских пехотинцев США высадились на берег, в 11:00 прибыли к Тегусигальпе и осадили город.

### Перемирие
В этих условиях Лопес Гутьеррес был вынужден согласиться на переговоры. Он принял требование сдать город повстанцам и покинуть пост президента, особенно после угроз генерала Ферреры начать общий штурм столицы.
Лопес Гутьеррес передал свои полномочия главе Совета министров Франсиско Куэльяру, одновременно главой государства себя считал Кариас Андино. При этом город оставался в руках администрации Лопеса Гутьерреса, что было воспринято как нарушение условий перемирия.
10 марта в 16:00 Рафаэль Лопес Гутьеррес скончался от сахарного диабета. Совет министров, осуществлявший исполнительную власть, просил у повстанцев перемирия, чтобы провести похороны Лопеса Гутьерреза на кладбище во вторник, 11 марта, во второй половине дня.
При этом жители столицы помнили об ультиматуме Ферреры и не спали всю ночь, ожидая штурма. Его не последовало, хотя повстанцы были к нему подготовлены. Между тем 13 марта генерал Тоста Карраско напал на Ла-Сейбу, что привело к значительному числу погибших и раненых, а часть города была разрушена.

### Бои в столице
15 марта повстанцы все ещё не имели контроля над Тегусигальпой: после смерти Лопеса Гутьерреса власть в городе взяли либеральные политики, решившие продолжать сопротивление лидеру Национальной партии Кариасу Андино.
В ответ командиры сил революции во всех направлениях начали совершать одновременные атаки с высот Эль-Гуанакасте, Хуан-Лайнес, Эль-Берринче и Эль-Эстанкадеро. Несколько политиков, связанных с революцией, были пленены правительственными солдатами и заключены в тюрьму, в том числе Мигель Пас Барахона.
1 апреля, в 04:00, революционные войска во главе с генералом Тоста Карраско в стремительной атаке спустились с холма Эль-Эстакадо и с ходу заняли оборонительные позиции у Эль-Берринче.
Тегусигальпа стала первой столицей в Латинской Америки, ставшей объектом воздушной бомбардировки. У повстанцев было два самолёта, с борта которых лётчики вручную сбросили на город бомбы, правительственные же силы имели только один истребитель Bristol. 9 апреля самолёт повстанцев бомбил город утром и днём. Утром он бросил четыре бомбы на парк Ла-Леона, в 200 метрах от посольства Англии. Ещё одна бомба упала примерно в 25 метрах от средней школы. Другие бомбы упали в центре Тегусигальпы — в 7 метрах от посольства Мексики, в 20 метрах от посольства Гватемалы. Жертвами стали две девочки, несколько женщин были ранены. Ещё две бомбы упали, не взорвавшись, во дворе возле казарм Сан-Франциско. Самолёт повстанцев, помимо бомб, разбрасывал над столицей и бесконечное количество листовок, адресованных правительственным солдатам, в которых им рекомендовалось с поднятыми руками сдаться или присоединиться к конституционной революции.
Одновременно генерал Феррера отдал часть своей армии приказ удерживать позиции и отбыл на юг, чтобы взять Чолутеку. Прибытие Ферреры не оказало серьёзного влияния на исход событий: правительственный генерал Торибио Рамос во главе 500 солдат гарнизона оставил город повстанцам.

### Дипломатические усилия
Для прекращения огня был сформирован переговорный орган, состоящий из дипломатов, аккредитованных в стране, в него вошли, в частности, Франклин Э. Моралес, посланник Соединённых Штатов Америки; Г. Лайалл, временный поверенный в делах Англии; Хосе Мария Бонилья, временный поверенный в делах Гватемалы; Пабло Кампос Ортис, посланник Мексики; Ансельмо Ривас, полномочный представитель и чрезвычайный посланник Никарагуа и Бернардино Лариос, временный поверенный в делах Сальвадора.
В порту острова Амапала на юге Гондураса делегат Соединённых Штатов Америки Саммер Уэллс, Франклин Моралес и Грегорио Феррера запланировали мирную конференцию, для участия в которой были выписаны приглашения: лидерам повстанцев — Фаусто Давиле, генералу Висенте Тоста Карраско, Мигелю Пасу Барахоне (уже выпущенному из тюрьмы), доктору Сильвио Лаинесу и доктору Хосе Марии Каско: лидерам либерального правительства — Франсиско Куэльяру, доктору Карлос Альберто Уклесу, Федерико Каналесу, генералу Роке Х. Лопесу, генералу Хосе Марии Очоа.
23 апреля 1924 года участники переговоров собрались на борту USS «Milwakee». Однако мирное соглашение затягивалось, и повстанцы начали штурм столицы.

### Взятие Тегусигальпы
28 апреля столица была захвачена в ходе общего массированного штурма со стороны сил повстанцев. В 9:30 вечера войска революции под командованием генерала Тоста Карраско пересекли реку перед Национальным театром Мануэля Бонильи, парком Ла-Конкордия и муниципальным Пантеоном, миновали холм Эль-Берринче и устремились к центру города. Первые колонны повстанцев захватили рынок, телеграф и штаб-квартиру полиции. Другие колонны окопались вокруг Пантеона под огнём со стороны правительственных позиций у холма Эль-Сипиле. Между тем революционная колонна под командованием полковника Карлоса Б. Гонсалеса атаковала и захватила казармы ветеранов и двинулась на Президентский дворец.

### Назначение нового президента
28 апреля после тяжелых переговоров мирная конференция достигла консенсуса, ускоренного штурмом повстанцами столицы. Было подписано соглашение о прекращении огня, и в 12:30 генерал Висенте Тоста Карраско был назначен временным президентом. 30 апреля, в 10:00, он принял присягу и отправился в Президентский дворец, где 1 мая он вступил в должность и собрал делегации центрально-американских стран. 22 мая Тоста Карранса направил письмо президенту Соединённых Штатов, объясняющее обстоятельства его выдвижения на пост президента.

## Последствия
- 2 миллиона долларов США материального ущерба.
- Около 1000 погибших с обеих сторон[8].
- Правительство Соединённых Штатов Америки ввело военные санкции (эмбарго на поставки оружия) против правительства Гондураса и повстанцев по состоянию с 22 мая 1924 года.
- Хрупкие демократические процессы, которые развязали приход к власти военных.
- Потеря доверия к Гондурасу со стороны соседних стран.
- Усиление бедности, безработицы и экономического кризиса.
- Слабость новой власти: в августе генерал Грегорио Феррера поднял мятеж против правительства Тоста Карраско и начал новую гражданскую войну.